# Kenpachiro Satsuma
Kenpachiro Satsuma (Izumi, 27 maggio 1947 – 16 dicembre 2023) è stato uno stuntman e attore giapponese.

## Biografia
Divenne principalmente conosciuto per aver interpretato Godzilla nella maggior parte dei film dell'era Heisei.

## Filmografia
- Godzilla - Furia di mostri (1971) interpreta Hydrax
- Godzilla contro i giganti (1972) interpreta Gigan
- Ai confini della realtà (1973) interpreta Gigan
- Il ritorno di Godzilla (1984) interpreta Godzilla
- Pulgasari (1985)
- Godzilla contro Biollante (1989) interpreta Godzilla
- Godzilla contro King Ghidorah (1991) interpreta Godzilla
- Godzilla contro Mothra (1992) interpreta Godzilla
- Gojira VS Mekagojira (1993) interpreta Godzilla
- Monster Planet of Godzilla (1994) interpreta Godzilla
- Yamato Takeru (1994) interpreta Yamata no Orochi
- Gojira VS Spacegojira (1994) interpreta Godzilla
- Gojira VS Destroyer (1995) interpreta Godzilla